# EXeLearning
eXeLearning és una eina de software lliure que permet la creació i publicació de continguts educatius digitals sense necessitat de tenir coneixements de XML, HTML o HTML5. L'aplicació utilitza processos de producció senzills i compatibles amb la majoria de navegadors i sistemes d'aprenentatge.
Aquesta eina permet desenvolupar pàgines web que inclouen text, imatges, activitats interactives, galeries d'imatges o clips multimèdia. També permet integrar continguts a altres plataformes com vídeos, àudios, pàgines web i d'altres recursos desenvolupats. El principal motiu pel qual es va dissenyar aquesta eina és per facilitar la democratització dels continguts educatius mitjançant Internet i per poder ajudar els docents en la creació i publicació de recursos educatius.

## Història
El projecte per desenvolupar l'aplicació es va iniciar a Nova Zelanda l'any 2007 i va ser finançat pel govern i coordinat per la Universitat Tecnològica de Auckland i la Universitat Politècnica de Tairawhiti. L'any 2012, l'INTEF (Institut Nacional de Tecnologies educatives i de formació del professorat) va assumir la coordinació del projecte recolzat per diferents empreses i organismes públics. Actualment eXeLearning es manté gràcies a un equip de desenvolupadors i al suport d'un equip de persones voluntàries que creuen en aquesta eina.
Al llarg del seu desenvolupament han sorgit diferents versions que han anat modificant i millorant les seves característiques; actualment s'utilitza la versió 2.5 que va ser llançada al febrer del 2020 i permet avaluar des de la pròpia pàgina, realitzar diferents tipus de jocs de preguntes i la traducció en diferents idiomes entre d'altres.

## Característiques
L'eXeLearning és un programa lliure i obert (llicència GPL2+) disponible per a tots els sistemes operatius i que es caracteritza per possibilitar la creació de continguts educatius d'una manera senzilla i entenedora. Tanmateix, en la seva versió 2.5 s'han afegit un seguit de novetats, millores i correccions d'errades que faciliten i potencien l'ús d'aquesta ferramenta digital.
- Ofereix un innovador i ampli ventall d'iDevice (bloc de continguts).
- Apareixen noves icones amb diferents funcions.
- Afegeix un iDevice per a crear rúbriques d'avaluació i per a ludificar diversos continguts educatius.
- Possibilita les traduccions completes en diferents idiomes.
- Corregeix errades a l'hora de guardar diferents tipus de continguts.
- Corregeix diferents errors referents a la importació i exportació de continguts.

## Ús en l'àmbit educatiu
L'eina eXeLearning és útil tant en l'educació presencial com en l'educació online donat que ofereix moltíssimes possibilitats en les diferents intervencions educatives.
Ensenyament presencial: eXelearning permet accedir a infinitat de recursos educatius oberts i adaptar-los segons els objectius pedagògics. Això obre grans possibilitats pel fet que redueix en gran quantitat el temps invertit en buscar, seleccionar i elaborar continguts i materials per realitzar les classes. Un cop recopilat aquest material permet obtenir-lo en PDF i crear atractius documents per a entregar a l'alumnat.
Ensenyament on-line: Els materials creats amb eXeLearning poden visualitzar-se i editar-se des de qualsevol navegador web. A més, és una aplicació que es pot utilitzar des de qualsevol sistema operatiu. Cal destacar que permet exposar els recursos en diferents formats, fins i tot els més estranys. I, per finalitzar, tots els materials creats es poden integrar a EVA (entorns virtuals d'aprenentatge) com Moodle.

## Aplicacions diverses
A part de les aplicacions en el món de l'educació, eXeLearning ofereix un gran nombre de recursos com incloure vídeos i animacions, crear arbres de navegació per tal de facilitar la navegació o incloure enquestes multi resposta.
És per això, que, tot i ser un recurs centrat en l'educació, es podria utilitzar en altres àmbits com a l'hora de crear un document instructiu o normatiu d'una empresa o institució.

## Nocions bàsiques
eXeLearning presenta una interfície senzilla i eficient al mateix temps. Si bé disposa d'una diversitat d'opcions que queden recollides al manual disponible a la seva web oficial, destaquem les més bàsiques:
- El menú principal és molt simple i fàcilment manejable.
- La varietat d'estils que presenta permet adaptar el format del projecte a les necessitats del mateix.
- Mostra claredat visual estructurada del projecte mitjançant un arbre de continguts diferenciat per jerarquies.
- Es pot treballar amb exelearning mitjançant qualsevol sistema operatiu (Windows, MacOS Linux…) i navegador (per defecte serà el que estigui predeterminat).
- L'editor de text que utilitza és el TinyMCE, amb molta varietat d'opcions i força intuïtiu al mateix temps. Permet adaptar el format del text segons la necessitat del projecte. A més a més, existeix la possibilitat d'incloure imatges, clips d'àudio o clips de vídeo des de l'emmagatzematge local, així com des d'un punt web mitjançant HTML.
- Per a desar un projecte, s'utilitza la finestra "Archivo", "Guardar como" i escollir el format adequat segons la finalitat de publicació del projecte. Si el projecte s'ha de publicar a la web, s'utilitza, per exemple, el format HTML o una carpeta autocontinguda.[12] Per a projectes d'ús local, seria adequat un format ZIP. També es pot desar com a fitxer de text pla o com a XLIF, que crea un arxiu .txt i un arxiu .xliff per a la traducció de continguts.
- A més a més, cap l'opció de desar en format EPUB3, si el projecte va destinat a ser reproduit en e-books.
- Els formats més utilitzats en el sentit dels projectes educatius són l'IMS (que crea al mateix temps un arxiu ZIP), el SCORM i l'IMS CC